# 満蔵寺 (さいたま市岩槻区)

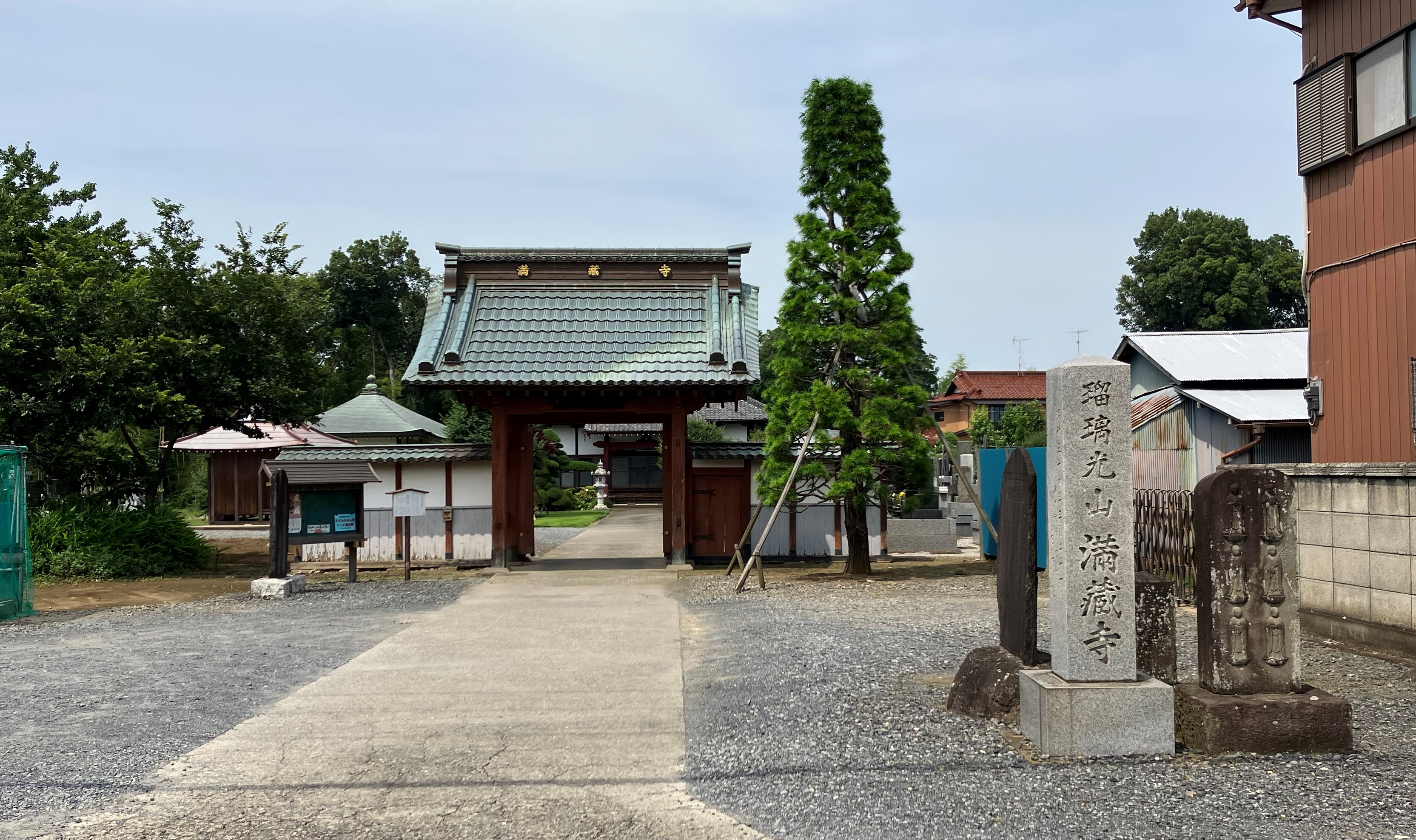
山門

満蔵寺（まんぞうじ）は、埼玉県さいたま市岩槻区にある天台宗の寺院。

## 歴史
850年（嘉祥3年）、慈覚大師円仁によって開山されたと伝えられる。また後述の板石塔婆（板碑）の年代から、それなりの古刹であることが推測される。
当寺本堂には、「天文十六年（1547年）」の銘文が入った板石塔婆が保存されている。地蔵菩薩が刻まれており、夫婦の逆修供養のために造立された。

## 寅子石

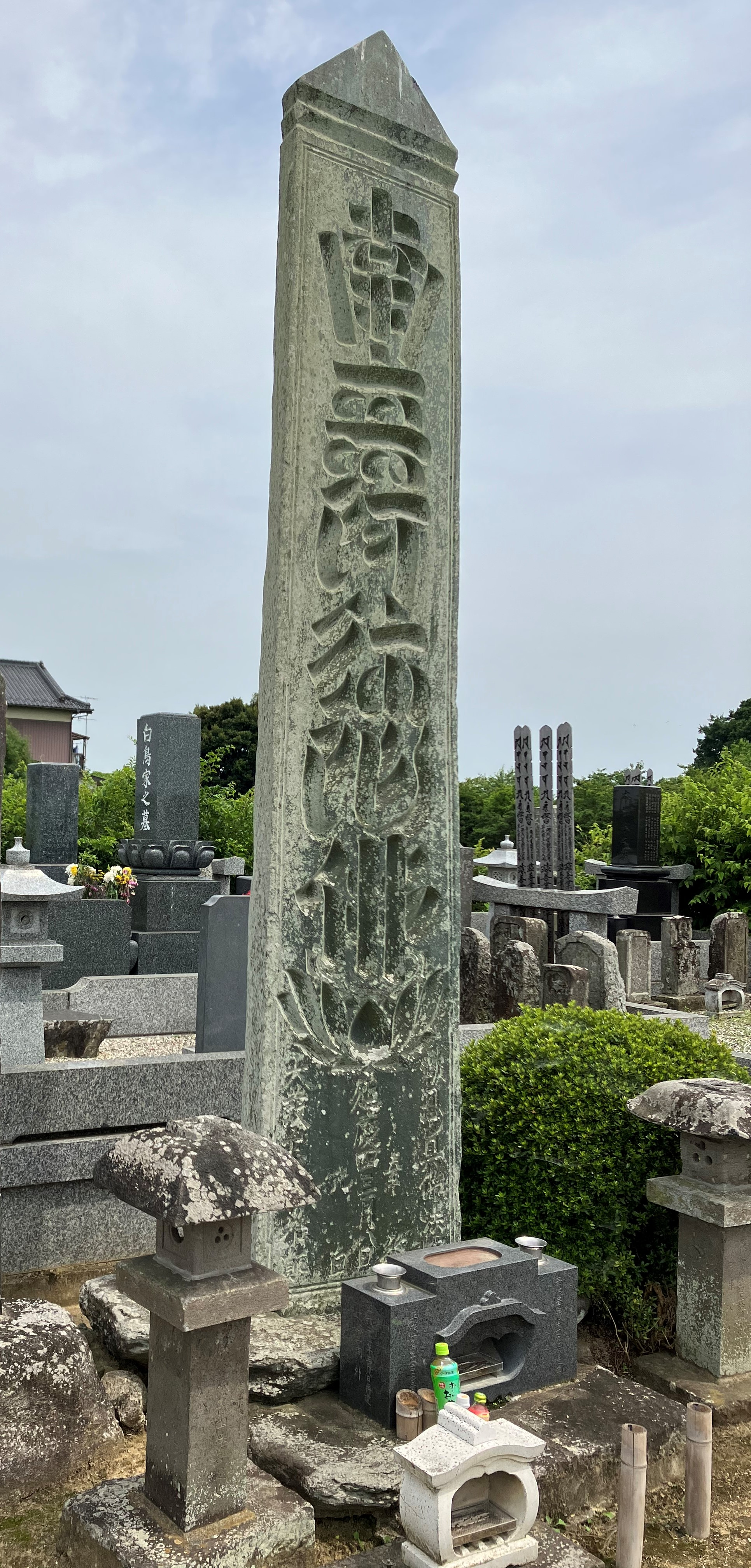
寅子石

当寺から約1キロ南西の蓮田市馬込に当寺の墓地がある。そこには埼玉県の文化財に指定されている高さ4メートルの「寅子石」と呼ばれる板碑がある。「南無阿彌陀佛」の六字名号が大書されており、1311年（延慶4年）に唯願が師の真仏の恩に報いるべく造立したものである。真仏は親鸞の高弟「二十四輩」の一人で、真宗高田派の祖となる僧侶である。
毎年、三重県に住む高田派の門徒は、栃木県真岡市の本寺専修寺に参詣した後、当寺を訪れてこの板碑に香華を手向けることになっている。

### 寅子伝説
この板碑は造立者やその造立意図が明らかにもかかわらず、下記のように浄土真宗とは無関係の「寅子伝説」と呼ばれる悲話が地元で語り継がれている。
昔、この地域の長者の老夫婦との間に「寅子」という一人の娘（異伝では、実娘ではなく、承久の乱の後に消息を絶った三浦義直の娘を養育した）がいた。寅子は成長するにつれ、美少女として評判が立つようになり、彼女と結婚したいという求婚者が殺到した。やがて寅子をめぐって揉め事が起きるようになり、長者や寅子を大いに悩ませた。
ある日、長者はこれらの求婚者に対して酒宴に招いた。求婚者らは「遂に婿殿の発表か！」と喜んで出席した。宴席では酒とともに肉の膾までふるまわれた。
しかし宴もたけなわになっても、寅子は姿を見せなかった。求婚者の一人が長者に詰め寄ると、「実は、この膾は寅子の腿の肉にございます。皆様の思いに全て応えるには、わが身を均しく捧げるしかないと、自害したのでございます。」と長者は答えた。
これを聞いた求婚者らは、寅子を苦しめた己の浅ましさを深く悔い、彼女の菩提を弔うために合同で供養塔を建てることになった。これが「寅子石」である。
また求婚者の何人かは出家し、寅子石の周辺に満蔵寺（当寺）・慶福寺・多聞院・源悟寺・正蔵院を建てて、寅子の菩提を弔ったという。

## 文化財
- 板石塔婆（埼玉県指定有形文化財 昭和40年3月16日指定）[6]
- 天文十六年銘地蔵図像板碑（さいたま市指定有形文化財 平成17年3月2日指定）[3]

## 交通アクセス
- 蓮田駅より徒歩22分。